# أنيت هيلين هانسن
أنيت هيلين هانسن مواليد 12 فبراير 1992 في فريدريكستاد، هي لاعبة كرة يد نرويجية تلعب كظهير أيمن. مثلت منتخب النرويج.

## الإنجازات
- بطولة العالم لكرة اليد للسيدات شباب:
  - الميدالية الفضية: 2010

## روابط خارجية
- أنيت هيلين هانسن على موقع الاتحاد الأوروبي لكرة اليد (الإنجليزية)
- أنيت هيلين هانسن على موقع الاتحاد النرويجي لكرة اليد (النرويجية)